# الاغتصاب في الهند

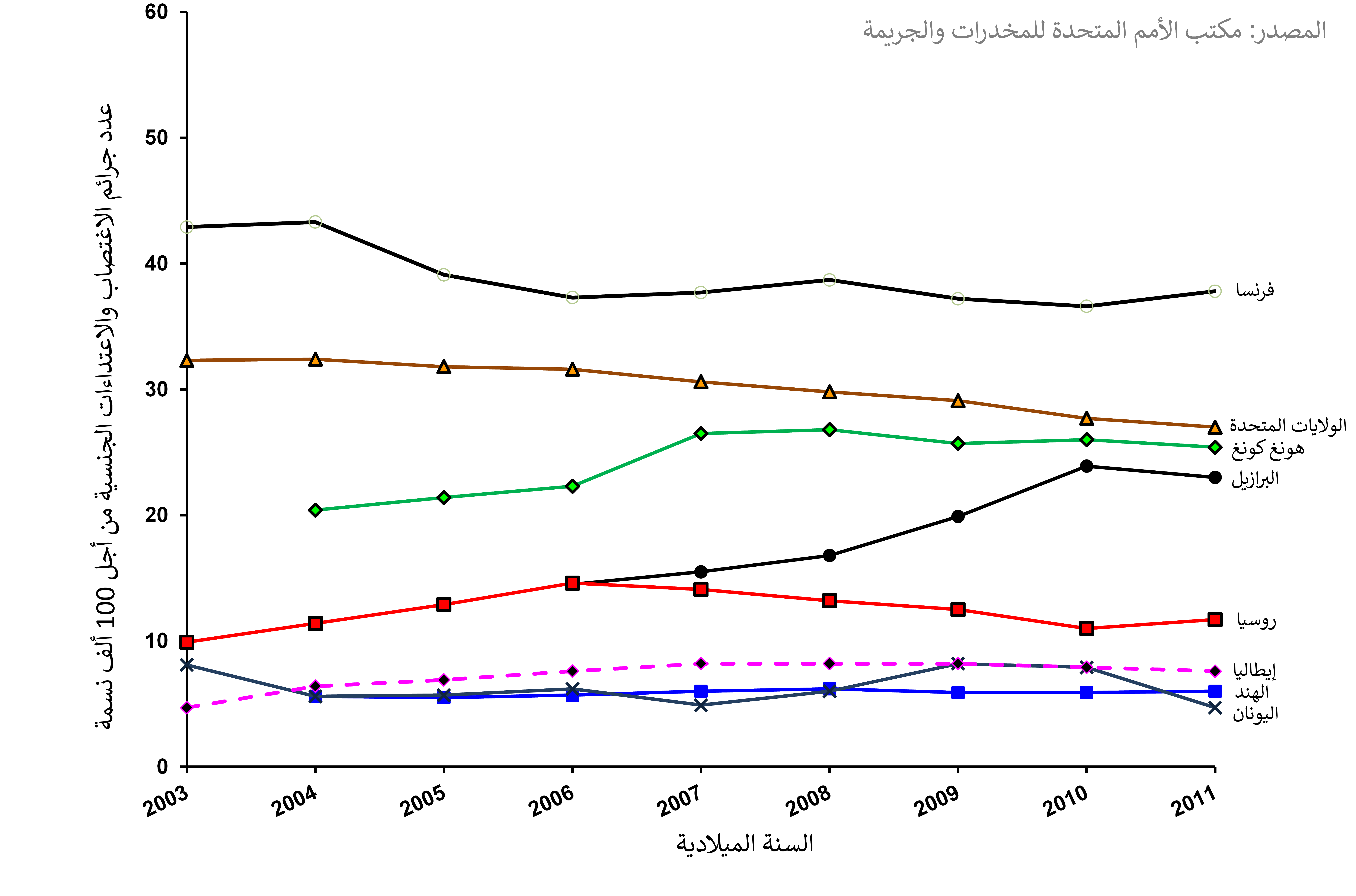
رسم بياني يوضح نسب الإغتصاب لكل 100,000 شخص في عدة دول أجنبية مقارنة مع الهند بين عامي 2003 إلى 2011.

الاغتصاب هو جريمة العنف الرابعة الأكثر شيوعاً التي ترتكب ضد المرأة في الهند. طبقاً لما ورد في التقرير السنوي لمكتب الوطني لسجلات الجرائم لعام 2013، أن هناك حوالي 24.923 جريمة اغتصاب تم الإبلاغ عنها في الهند في عام 2012. من بين هذه الجرائم، هناك 24.470 جريمة اغتصاب ارتكبت من جانب شخص معروف للضحية (أي بنسبة 98% من الجرائم).
صُنفت الهند كواحدة من الدول التي لديها أدنى معدلات اغتصاب في العالم. حيث أن هناك عدد كبير من جرائم الاغتصاب لا يُبلغ عنها. وقد زاد الاستعداد للإبلاغ عن حالات الاغتصاب في السنوات الأخيرة، بعد أن حظيت العديد من حوادث الاغتصاب على اهتمام كبير من قبل وسائل الإعلام وأثارت الاحتجاجات الشعبية. وهذا دفع حكومة الهند إلى إصلاح قانونها الجنائية لتجريم الاغتصاب والاعتداء الجنسي.
وفقاً لإحصائيات عام 2015 المكتب الوطني لسجلات الجرائم، فإن ولاية ماديا براديش هي أعلى الولايات الهندية من حيث عدد التقارير الأولية التي تفيد بوقوع جرائم الاغتصاب، بينما مدينة جودبور بولاية راجستان هي أعلى المدن الهندية من حيث عدد التقارير الأولية التي تفيد بوقوع جرائم الاغتصاب وتليها مدينة دلهي العاصمة.

## إحصائيَّات حول الاغتصاب

### اغتصاب القُصَّر
وفق استطلاع الرأي الذي أجرته منظمة هيومن رايتس ووتش تتعرَّض 7200 قاصر للاغتصاب في الهند كلَّ عام، أي 1.6 من بين كل 100 ألف قاصر، وحتى هؤلاء الذين يتعرَّضون للاغتصاب لا يستطيعون الإبلاغ عن ذلك دوماً بسبب سوء معاملة الشرطة لهم، في الهند أيضاً يتمُّ الاتِّجار بالفتيات الصغيرات في الدعارة وبالتالي فقد يختلط الاغتصاب الذي يتعرَّض له القُصَّر بالاتجار بالبشر، بسبب كلِّ ذلك احتلَّت الهند المرتبة السابعة على قائمة أسوأ الدول في مجال الاتجار بالجنس والجرائم الجنسيَّة ضدَّ القاصرين.

### حالات الاغتصاب غير المبلغ عنها
لا يتمُّ الإبلاغ عن معظم حالات الاغتصاب لأنَّ ضحايا الاغتصاب يخشون من الانتقام والإهانة، سواءٌ في الهند أو في جميع أنحاء العالم، وقد ذكر برلمانيُّون هنود أنَّ مشكلة الاغتصاب في الهند غالباً ما يتمُّ التقليل من شأنها لأنَّ عدداً كبيراً من الحالات لا يبلغ عنها، على الرغم من تزايد عدد الضحايا الذين يتواصلون معهم ويبلغونهم عن حالات الاغتصاب والاعتداءات الجنسيَّة.
هناك اختلاف واسع حول تقدير عدد حالات الاغتصاب غير المبلغ عنها في الهند، ويشير مكتب سجلَّات الجرائم الوطني أنَّ 71% من جرائم الاغتصاب لم يتم الإبلاغ عنها في عام 2006، بالإضاف لذلك لا يعتبر الاغتصاب الزوجي عملاً إجراميَّاً في الهند، على الرغم من أنَّ الاتصال الجنسي القسري مع الزوجات اللواتي تتراوح أعمارهنَّ بين 15 و 18 سنة يعتبر اغتصاباً، على كلِّ حال تشير دراسة أجرتها الأمم المتحدة على 57 دولة إلى أنَّ 11% فقط من حالات الاغتصاب والاعتداء الجنسي في العالم يتمُّ الإبلاغ عنها !!!.

## حوادث شهيرة
في 16 ديسمبر 2012 تعرَّضت طالبة تبلغ من العمر 23 عاماً للاغتصاب في حافلة عامَّة ممَّا أثار احتجاجات كبيرة في جميع أنحاء العاصمة نيودلهي، كانت الطالبة برفقة صديقها الذي تعرَّض للضرب المبرِّح من المغتصبين بواسطة قضيب من الحديد أثناء الاعتداء، وتمَّ استخدام نفس القضيب في الاغتصاب ممَّا أدى لتمزُّق أمعاء الضحيَّة ووفاتها بعد ثلاثة عشر يوماً من الاعتداء ، في اليوم التالي للحادثة حدثت ضجَّة كبيرة في البرلمان الهندي، وألغى النوَّاب أعمالهم الاعتياديَّة لمناقشة القضيَّة وطالبوا بعقوبات صارمة للمعتدين، وطالب زعيم المعارضة سوشما سواراج بأن يُعدم المغتصبون، وشارك آلاف الناس معظمهم من الشباب في مظاهرة احتجاجيَّة حاشدة يوم 22 ديسمبر، وبعد عدة أيام ألقت الشرطة القبض على ستة رجال يُشتبه في قيامهم بالاغتصاب.
في أغسطس 2013 تعرَّضت مصوِّرة صحفية ومتدرِّبة لغة إنكليزيَّة في مومباي تبلغ من العمر 22 عاماً للاغتصاب الجماعي من قبل خمسة أشخاص، حدث ذلك عندما كانت ذاهبةً إلى مجمَّع شاكتي ميلز المهجور جنوب مومباي برفقة صديقها في المجلَّة في مهمَّة صحفيَّة، وتسبَّب ذلك في احتجاجات واسعة في كلِّ أنحاء الهند، لأنَّ مومباي كانت تعتبر سابقاً ملاذاً آمناً للنساء بسبب الحياة الليلة النشطة فيها، ألقي القبض على المُعتدين وحكمت المحكمة على ثلاثة منهم بالإعدام، ممَّا يجعلهم أول من يُحكم عليهم بالإعدام المنصوص عليه في المادة E 376 من قانون العقوبات الهندي والتي كانت قد سُنَّت حديثاً.
في 14 مارس 2015 زُعم أنَّ راهبة تبلغ من العمر 71 عاماً قد تعرَّضت للاغتصاب الجماعي في كنيسة غرب البنغال، لاحقاً تمَّ إلقاء القبض على ستة رجال مسلمين من بنغلاديش واتهموا بنهب الكنيسة والاعتداء على مكان ديني ونهب الأموال والاغتصاب الجماعي في 1 أبريل 2015.
في 29 مارس 2016 عُثر على جثة دلتا ميغوال التي تبلغ من العمر 17 عاماً في خزان للمياه في سكن شبابي، وألقت الشرطة القبض على مأمور بيت الشباب ومدير المدرسة ومعلِّم التربية الرياضيَّة، وفي نهاية المطاف انضمَّت الحكومة للتحقيق الذي رعاه البنك الأوروبي المركزي بعد أن أصبحت القضية مُسيَّسة.
في 17 يناير 2018 تعرَّضت إيسيفا التي تبلغ من العمر 8 سنوات للاغتصاب والقتل في قرية راسانا قرب جامو وكشمير، وتصدَّرت الحادثة الأخبار المحليَّة وأثارت ضجَّةً كبيرة، تمَّ توجيه التهم ضدَّ ثمانية رجال واعتقالهم في أبريل 2018 ممَّا أدى إلى اعتراضات وتظاهرات شارك فيها وزيرين من حزب بهاراتيا جاناتا، أثارت جريمة الاغتصاب والقتل والدعم الذي تلقَّاه المتهمون لموجة غضب شعبيَّة واسعة النطاق.

## استجابة القانون الهندي
كان تعريف الاغتصاب في القانون الهندي منقوصاً بشكلٍ كبير فهو لا يشمل الأعمال الجنسيَّة القسريَّة التي يتمُّ فيها اختراق المهبل أو الفم أو الإحليل أو الشرج باستخدام القضيب أو أدوات أخرى، وهكذا كان عدد كبير من المغتصبين يفلتون من العقاب بسبب عدم وجود قانون يعاقب مثل هذه الأفعال ، ولكن في عام 2013 تمَّ توسيع القانون ليشمل كل الأفعال سابقة الذكر بما فيها أي اختراق باستخدام القضيب أو أي جزء من الجسم أو أي أداة للمهبل أو الفم أو الإحليل أو الشرج دون موافقة المرأة أو إرادتها، كم أوضح القانون أنَّ الاختراق يعني "الاختراق إلى أي حد"، وأنَّ عدم وجود مقاومة لا يعتبر أمراً أساسياً لتشكيل جريمة، وباستثناء بعض الحالات المُشدَّدة تكون العقوبة لمدة لا تقلُّ عن سبع سنوات وقد تمتدُّ إلى السجن مدى الحياة بالإضافة للغرامة الماديَّة.
ينصُّ القانون الهندي المُعدَّل لعام 2013 في المادة A 376 على فرض حدٍّ أدنى من العقوبات في حالات معيَّنة فمثلاً إذا ألحق الاعتداء الجنسي إصابة تسبِّب الوفاة أو حالة غيبوبة مستمرة للضحيَّة فإنَّه يجب أن يُحكم على المغتصب المُدان بالسجن لمدَّة لا تقلُّ عن عشرين عاماً وأحياناً الإعدام، بالإضافة لذلك يُطلب من المُدان دفع تعويض مالي للضحيَّة لتغطية التكاليف الطبيَّة وإعادة تأهيل الضحيَّة، وبموجب المادة B 357 يتمُّ تحديد عقوبة الإعدام في أكثر حالات الاغتصاب تطرُّفاً، كما رفع القانون من سنِّ الموافقة الجنسيَّة من 16 سنة إلى 18 سنة، وأيُّ نشاط جنسي مع شخص يقلُّ عمره عن 18 سنة بغض النظر عن موافقته يعتبر اغتصاباً من الناحية القانونيَّة، بالإضافة لذلك ألزم القانون الجديد جميع المستشفيات الحكوميَّة والخاصَّة في الهند تقديم الإسعافات الأوليَّة والعلاج الطبي المجاني لضحايا الاغتصاب.

## الاغتصاب الزوجي
لا يعتبر الاغتصاب الزوجي جريمة جنائيَّة بحسب القانون الهندي، فبحسب الاستثناء الثاني من المادة 375 من قانون العقوبات الهندي لا يعتبر الجماع الجنسي القسري من قبل الرجل لزوجته التي لا يقلُّ عمرها عن 18 سنة اغتصاباً، رغم معارضة واحتجاجات العديد من المُنظَّمات وجماعات الضغط النسائيَّة، وردَّ مسؤولون حكوميُّون على هذه الاحتجاجات بأنَّ عقد الزواج يفترض مُسبقاً الموافقة على الجنس، وأنَّ تجريم الاغتصاب الزوجي سيؤدي لتدهور القيم الأسريَّة في الهند، ولكنَّ بعض التشريعات القانونيَّة بدأت في تجريم العنف الجنسي في إطار الزواج في حالات خاصَّة فقط مثل الحالات التي يحدث فيها عنف جسدي شديد أو عندما تكون صحَّة الزوجة وسلامتها معرَّضة للخطر أو عندما تكون الزوجة قاصراً، وفي حالة إدانة الزوج يكون الحدُّ الأدنى للعقوبة هو السجن لمدة عامين مع فرض غرامة مادية، وقد تمَّ التصديق على هذا البند في عام 1983 وهي فترة من الاضطرابات العظيمة في تاريخ إصلاح قانون الاغتصاب في الهند، وعلى كلِّ حال ما زالت هناك العديد من الاعتراضات على الحد الأدنى من العقوبة في هذه الحالة لأنَّه يعتبر أقل بكثير من عقوبات حالات الاغتصاب الأخرى.